# Hans Eltze
Hans Eltze (* 1. Juni 1880 in Berlin; † 1952) war ein deutscher Rüstungsunternehmer.

## Leben und Werk
Eltze war Ingenieur bei verschiedenen Waffenherstellern und hatte seine berufliche Erfahrung vor dem Ersten Weltkrieg in Ländern wie England, Kanada und Mexiko gesammelt. Er wurde von Rheinmetall angestellt, leitete deren Fabrik in Sömmerda kurz nach dem Ersten Weltkrieg, vertrat die Notwendigkeit einer engen Koordinierung unter den verschiedenen Rüstungsunternehmen und hatte einen maßgeblichen Anteil an der geheimen Aktivität der Rheinmetall, um die Bestimmungen des Versailler Vertrages zu umgehen: weiter Waffen zu exportieren, Maschinen ins Ausland zu schmuggeln, getarnte Filialen unter den Namen ausländischer Unternehmen zu organisieren, Joint-Ventures im Ausland zu gründen. Deswegen wurde er von den französischen Besatzungsbehörden während der Ruhrbesetzung 1923 am 19. April kurzfristig verhaftet.
In mancher Hinsicht war Eltzes wichtigste Arbeit die Gründung der Waffenfabrik Solothurn in der Schweiz, wo er die Rheinmetall vertrat und Partner des österreichischen „Patronenkönigs“ Fritz Mandl wurde, des Chefs der Hirtenberger Patronenfabrik. Eltze sollte gewährleisten, dass die Rheinmetall-Flaks unter schweizerischem Etikett weiter exportiert wurden. Verwaltungsratspräsident der Waffenfabrik Solothurn war der sog. «Kanonenkönig» Hermann Obrecht, der damals auch als Bundesrat kandidierte. Das war heftig umstritten. Parteien der Mitte und von links meinten, er sei als Bundesrat untragbar. Dank Ständerat Robert Schöpfer und Bundesrat Rudolf Minger wurde Obrecht schließlich gewählt. Der Solothurner Schöpfer war zu dieser Zeit einer der einflussreichsten freisinnigen Politiker, er war ein enger Freund von Obrecht und er war dessen politischer Ziehvater. Minger, eine zentrale Figur in der Bauern-, Gewerbe- und Bürgerpartei, und Obrecht waren seit ihrer militärischen Laufbahn befreundet. Was die Zeitgenossen während dieser Diskussion um Obrechts Rolle bei der Waffenfabrik Solothurn noch nicht wusten: Sein Engagement in der Kriegsmaterialbranche beschränkte sich nicht auf einen Präsidentenposten. Obrecht plante die Gründung der Waffenfabrik Solothurn zusammen mit Eltze und Mandl. Eltze war ein langjähriger Geschäftspartner von Mandl; Mandl war Direktor und zugleich Hauptaktionär der Hirtenberger Patronenfabrik, einer der größten europäischen Patronenfabriken. Die Schweizer Waffenfabrik bot beiden Firmen die Möglichkeit, die Friedensbestimmungen von Versailles beziehungsweise Saint-Germain zu umgehen, welche die Kriegsmaterialproduktion in Deutschland und Österreich eng beschränkten. Die Waffenfabrik Solothurn begann auf der Grundlage von Rheinmetall-Konstruktionsplänen und -Prototypen die Entwicklung automatischer Waffen fortzuführen. Zu Beginn der 1930er Jahre waren in Solothurn führende deutsche Waffeningenieure tätig, so wurde in Solothurn auch die Grundlage für das spätere MG 34 entwickelt, das Standard-Maschinengewehr der deutschen Wehrmacht. Unter Obrechts Amtszeit als Verwaltungsratspräsident wurden bis 1935 zwei größere Aufträge für Österreich und Ungarn geheim ausgeführt. Beide Orders verletzten die Friedensbestimmungen von Saint-Germain massiv, denn einerseits war der Waffenexport in diese beiden Staaten grundsätzlich verboten, und andererseits war deren Bewaffnung mit automatischen Waffen ohnehin streng limitiert. Der schweizerische Bundesrat wusste von dieser Verletzung der Friedensverträge und duldete sie vorsätzlich.
Eltze war Mitglied in der „Hauptkommission“ der Stega, Tarnname ÄStatistische Gesellschaft, einer geheimen Rüstungsorganisation, bestehend aus dem Heereswaffenamt und dem Reichsverband der Deutschen Industrie, gegründet mit dem Ziel einer deutschen Wiederbewaffnung, womit die Rüstungskontrollbestimmungen des Versailler Vertrags ebenfalls unterlaufen wurden.
Als die Nationalsozialisten das Reich regierten und offen erklärten, sie würden von nun an die Versailler Bestimmungen missachten, konnte Eltze seine Exporte von Deutschland aus fortsetzen. Er warb diejenigen Techniker an, die er zuvor selbst in die Schweiz geholt hatte, schaffte es, sie für die inzwischen fusionierte und umbenannte Rheinmetall-Borsig AG zu gewinnen und ließ sich in Berlin nieder. Zum 1. Mai 1933 trat er der NSDAP bei (Mitgliedsnummer 2.635.760). Er begann eine enge Zusammenarbeit mit dem Waffenhändler Waldemar Pabst. 1934 scheint Eltze seine Verbindung zur Rheinmetall gekündigt zu haben. Er ging dann nach Österreich als Generaldirektor des Waffenhersteller Steyr und ließ die von ihm gegründete Solo GmbH in den Händen seines Partners Pabst.
Später wurde Pabst auch zum Chef der Waffenfabrik Solothurn (WfS), denn Mandl, von den Nazis als Jude bezeichnet, musste Österreich anlässlich des Anschlusses verlassen, und Eltze war 1936 auf die iberische Halbinsel gegangen. Pabst wurde in der Schweiz der Stellvertreter beider Gründungsväter der WfS. Es gibt Hinweise darauf, dass alle drei in den folgenden Jahren geschäftlich verbunden blieben, obwohl Eltze zum amtlichen Vertreter der Reichsgruppe Industrie und der Ausfuhrgemeinschaft Kriegsgerät in Spanien, dann in Portugal wurde, Mandl hingegen ein Flüchtling und Pabst ein den NS-Behörden politisch verdächtiger Geschäftsmann war.
Bereits Monate vor dem Putsch vom 17. Juli 1936 war Eltze in einen Fall der Bestechung spanischer Beamten verwickelt. Dies scheint die gängige Erklärung zu relativieren, wonach Hitler von dem Putsch überrascht worden wäre. Während des spanischen Bürgerkriegs besuchte Eltze Portugal. Das kleine Land war Tarnungsland für die nach Spanien bestimmten Waffenexporte und wurde plötzlich zum weltweit drittwichtigsten Kunden für deutsche Waffen.
Beim Ausbruch des Zweiten Weltkriegs zog Eltze nach Portugal um und wurde sehr schnell zur grauen Eminenz der deutschen Gesandtschaft und zum persönlichen Freund Salazars, des allmächtigen portugiesischen Diktators. Insbesondere ab Juni 1941, während des deutschen Angriffs auf die Sowjetunion, mit Unterbrechung der chinesischen Wolframlieferungen über die transsibirische Eisenbahn, wurde Portugal zum wichtigsten, Spanien zum zweitwichtigsten Wolframlieferanten Deutschlands. Die bedeutendste deutsche Gegenleistung waren Rüstungsgüter und Eltze war der geschickteste Unterhändler in der Branche überhaupt. Das erklärt seinen Einfluss in Portugal, das Vertrauen Salazars, den er allerdings an den RSHA-Spitzel Erich Schroeder verriet, und seine Auszeichnung durch den portugiesischen Diktator 1943.
Nach dem Krieg blieb Eltze von den Alliierten unbehelligt. Er ging in die Schweiz und soll dort gestorben sein.

## Mitgliedschaften
- Schiffbautechnische Gesellschaft, als Generaldirektor der Rheinischen Metallwaaren- und Maschinenfabrik Aktiengesellschaft, Düsseldorf (später: Rheinmetall)

## Schriften
- Die Umwandlung der Aktiengesellschaft. Inaugural-Diss. Universität Greifswald, Druck J. Abel, Greifswald 1900